# 蟠龙山公园
24°18′55″N 109°25′18″E / 24.31528°N 109.42167°E
蟠龙山公园位于广西壮族自治区柳州市蟠龙山，又名宝塔山，在柳江的东岸，主峰海拔197米。
明代在山上建有王氏山房、盘古庙等，“王氏山房”是明进士，柳州学者王启元的读书处。“盘古庙”位于山顶，占地面积 150 平方米。徐霞客游后，对此曾有过赞誉。
清代山上曾建有古塔，30年代为防空所需，后被拆除。1993年在古塔原地重修“文光塔”，新建“蟠龙塔”，均为六角七层建筑，蟠龙山上的“文光塔”，“蟠龙塔”，蟠龙山人工瀑布群，柳江水上音乐喷泉，柳江明珠水上大舞台一起，与文惠桥辉映，形成最唯美的柳州夜景。
另有“东林洞”等景物。